# Международный день солидарности людей

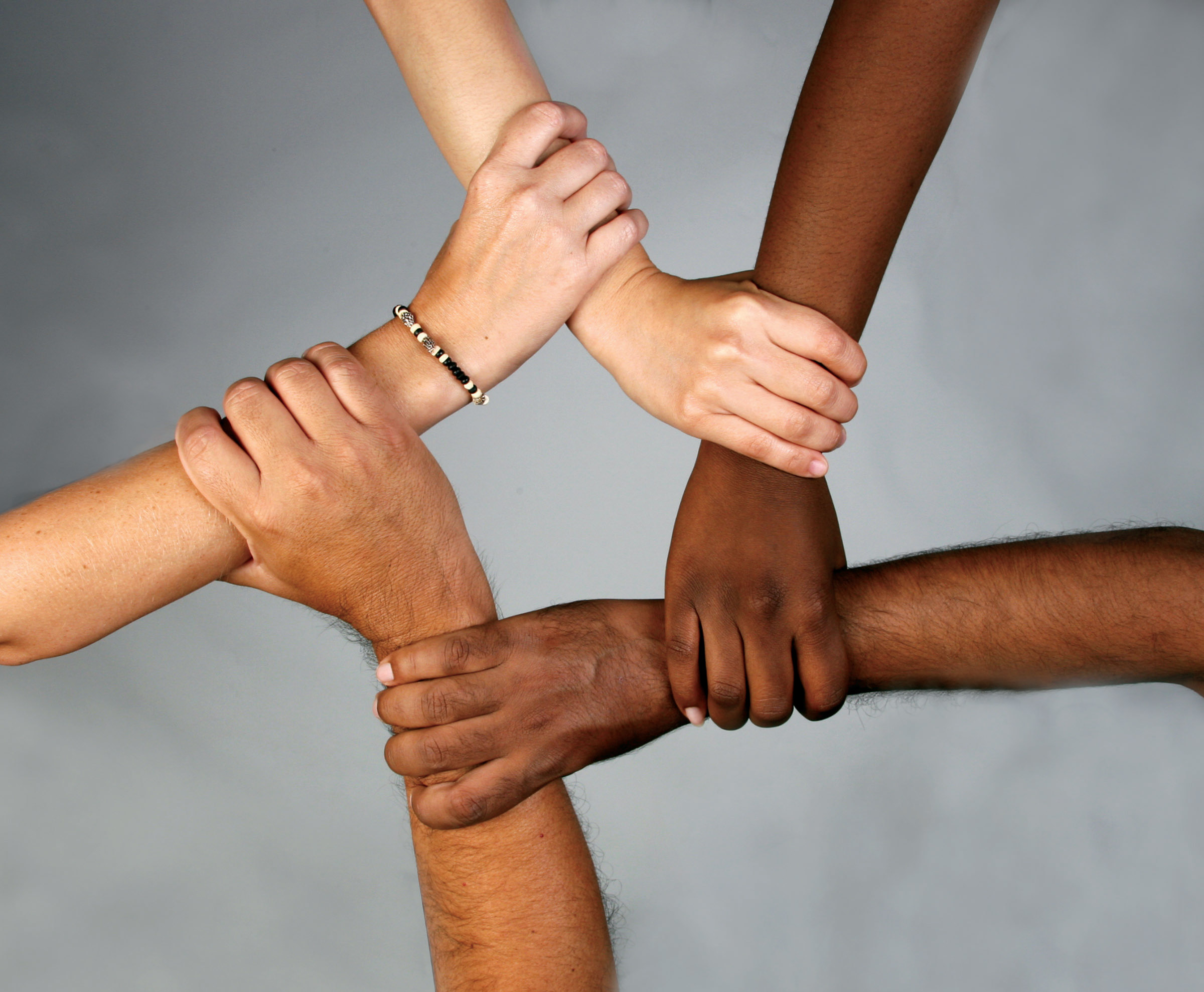
Переплетенные руки представителей разных рас символизируют единство.

Международный день солидарности людей (на других официальных языках ООН: англ. International Human Solidarity Day, исп. Día Internacional de la Solidaridad Humana, фр. la Journée internationale de la solidarité humaine) — провозглашён Генеральной Ассамблеей ООН в резолюции, посвящённой проведению первого Десятилетия ООН по борьбе за ликвидацию нищеты (Резолюция №  A/RES/60/209). Отмечается  ежегодно, 20 декабря, начиная с 2006 года.
Резолюция ООН ссылается на Декларацию тысячелетия, в которой говорится, что солидарность будет в XXI веке одной из фундаментальных ценностей человечества.